# Ben Jones (político granadino)
Ben Joseph Jones (n. Carriere, Saint Andrew, 5 de agosto de 1924 - ibídem, 10 de febrero de 2005) fue un abogado y político granadino, miembro del Partido Nacional de Granada (GNP) y más tarde del Nuevo Partido Nacional (NNP) y El Partido Nacional (TNP), que ejerció como primer ministro de Granada por un período de tres meses entre 1989 y 1990 tras el fallecimiento de Herbert Blaize y antes de la victoria del Congreso Nacional Democrático en las elecciones generales posteriores.

## Biografía

### Primeros años
Ben Jones nació en Carriere, parroquia de Saint Andrew, Granada, y se educó en la escuela primaria presbiteriana de Belair hasta 1943. Durante la Segunda Guerra Mundial, se alistó en el Batallón de las Islas de Barlovento de la Fuerza del Caribe Sur. Posteriormente trabajó en Aruba en las refinerías de petróleo durante nueve años, luego en 1953 emigró al Reino Unido, decidido a estudiar derecho. Eventualmente ingresó a Gray's Inn y al mismo tiempo se inscribió como estudiante externo en la Universidad de Londres. Se convirtió en abogado el 6 de febrero de 1962.

### Carrera política temprana
Jones regresó a Granada en 1964 para iniciar una práctica de derecho privado, pero al año siguiente pasó al servicio público como magistrado bajo el gobierno de Herbert Blaize, del Partido Nacional de Granada. En 1966, fue nombrado Subsecretario Principal del Ministerio de Relaciones Exteriores. De cara a las elecciones generales de 1967, Jones se presentó como candidato del GNP para la Cámara de Representantes de Granada en la circunscripción de Saint Andrew North, pero recibió solo el 32,44% de los votos y resultó derrotado por Allen L. Williams, del Partido Laborista Unido de Granada (GULP), el cual ganó las elecciones a nivel nacional. Con el triunfo del GULP y el ascenso al poder de Eric Gairy, Jones fue designado Senador en representación de la Oposición. Jones volvió a contender por un escaño en la cámara baja en 1972, en la nueva circunscripción de Saint Andrew North West, recibiendo el 30,01% de los votos ante Nadia Benjamin, del GULP y repitiendo su papel como Senador de la Oposición.
En las elecciones de 1976, primeras tras la independencia de Granada como estado soberano, Jones volvió a competir en Saint Andrew North West como aspirante del GNP, que en esta ocasión concurrió bajo la bandera de la coalición Alianza Popular que dirigía el izquierdista Maurice Bishop. En una jornada marcada por la intimidación a la oposición y las denuncias de fraude electoral por parte del régimen de Gairy, Jones obtuvo su mejor resultado hasta el momento con un 38,17% de los votos pero perdió de todas formas ante Innocent Belmar, del GULP. Fue designado como Senador una última vez y se mantuvo en dicho cargo hasta la disolución del Parlamento en marzo de 1979, en el marco del alzamiento armado de Bishop que derrocó al régimen de Gairy e impuso un régimen socialista, manteniéndose Jones apartado de la política durante un tiempo.

### Carrera posterior a la invasión y período de gobierno
Con la invasión de Granada por parte de los Estados Unidos en octubre de 1983 y el derrocamiento inesperado del régimen socialista, Jones retornó a la política ayudando a establecer el Nuevo Partido Nacional (NNP) como fuerza sucesora del GNP bajo el liderazgo de Blaize. Cuando se organizaron elecciones generales a fines de 1984 para normalizar la situación institucional del país, Jones se presentó nuevamente para la Cámara de Representantes, esta vez en la circunscripción de Saint Andrew South West. En medio de la abrumadora victoria del NNP en todo el país, Jones logró un triunfo rotundo con el 57,76% de los votos sobre el aspirante del GULP, Winifred Strachan. En el posterior gobierno de Blaize, Jones se desempeñó en Asuntos Jurídicos como Fiscal General y como Ministro de Relaciones Exteriores, Agricultura y Turismo. Cuando el partido gobernante sufrió una crisis interna a mediados de 1989 y Blaize fue expulsado del partido, Jones se mantuvo de su lado y colaboró en la fundación de El Partido Nacional (The National Party o TNP).
Blaize murió el 20 de diciembre de 1989, tan solo días después de haber sido elegido líder del TNP, y Jones (en calidad de segundo al mando del partido) fue designado automáticamente como primer ministro. Al momento de la jura de Jones, faltaban solo cien días para la realización obligatoria de nuevas elecciones de acuerdo con la constitución, y el nuevo gobierno fijó la fecha electoral para el 13 de marzo. Simultáneamente con el cargo de primer ministro, Jones ocupó la cartera de Finanzas. El breve gobierno se vio asediado por la división del partido y un cuadro económico y social complicado, por lo que la campaña electoral estuvo centrada en el desempleo y la necesidad de mayor inversión extranjera. En las elecciones triunfó el Congreso Nacional Democrático (NDC) liderado por Nicholas Brathwaite, aunque Jones fue reelegido como Representante en Saint Andrew South West con un 48,34% de los votos y el TNP superó en votos al NPP (la otra facción del partido) liderado por Keith Mitchell.
A pesar de haber ganado las elecciones, el NDC no gozaba de mayoría propia en el Parlamento, por lo que Brathwaite invitó al TNP a cogobernar con él y Jones aceptó, asumiendo como Ministro de Agricultura, Silvicultura, Tierras y Pesca en el nuevo gobierno. Sin embargo, la inestable coalición resultó incómoda para ambos dirigentes y no tardó en venirse abajo. Jones renunció al gobierno en enero de 1991. Perdió su escaño en 1995, recibiendo solo el 21,65% de los votos y se retiró de la política, retornando a la práctica privada de la abogacía.
Jones falleció el 10 de febrero de 2005, a la edad de 80 años, y recibió un funeral de estado.